# 瑪麗·路易絲 (梅克倫堡-施威林)
瑪麗·路易絲（德語：Herzogin Marie Luise Friederike Alexandrine Elisabeth Charlotte Catherine Mecklenburg-Schwerin，1803年3月31日—1862年10月26日），薩克森-阿爾滕堡公爵夫人，梅克倫堡-施威林大公保羅·腓特烈的妹妹。

## 家庭
1825年，瑪麗·路易絲與薩克森-希爾德布格豪森公爵腓特烈的第三子、日後的薩克森-阿爾滕堡公爵格奧爾格結婚，兩人共有三個兒子：
1. 恩斯特（1826年—1908年）
2. 阿爾布雷希特（1827年—1835年），夭折
3. 莫里茲（1829年—1907年）